# Giuseppe Giurato
Giuseppe Giurato (Napoli, ... – ...; fl. XIX secolo) è stato uno schermidore italiano, specializzato nel Fioretto e nella spada.
Partecipò ai giochi della II Olimpiade di Parigi nel 1900 nelle gare di spada e fioretto. Nel fioretto fu eliminato in batteria mentre nella spada fu eliminato ai quarti.